# Tatsuji Sakonjū
Tatsuji Sakonjū (左近充 辰治?, Sakonjū Tatsuji; 22 aprile 1952) è un ex calciatore giapponese, di ruolo portiere.

## Carriera
Fra il 1971 e il 1987 difese i pali del Nippon Kokan, totalizzando 84 presenze nella massima divisione della Japan Soccer League. Il proprio palmarès include l'edizione 1981 della Coppa dell'Imperatore e una coppa di Lega conquistata nella stagione precedente.

## Palmarès
- Coppa dell'Imperatore: 1

1981
- Japan Soccer League Cup: 1

1980